# Ващук, Оксана Олеговна
Оксана Олеговна Ващук (укр. Оксана Олегівна Ващук; род. 11 февраля 1989, Иваничи, Волынская область) — украинская спортсменка (вольная борьба), Мастер спорта международного класса.

## Биография
Родилась 11 февраля 1989 года в поселке Иваничи Волынской области Украинской ССР.
В 2003—2009 годах училась во Львовском училище физической культуры; в 2009—2012 годах — во Львовском государственном университете физической культуры.
Первоначально тренировалась у И. Б. Палия, затем — у А. И. Пистуна. С 2005 года выступает за спортивное общество «Динамо».

## Спортивные достижения
- Чемпионат Европы среди кадеток (2006) — ;
- Чемпионат мира среди юниорок (2007) — ;
- Чемпионат Европы среди юниорок (2008) — ;
- XXIX Олимпийские игры в Пекине (2008) — 12 место;
- Чемпионат мира среди студентов (2010) — ;
- Кубок Европейских наций (2012) —  (командна).
- Турнир серии Гран-При (2014) — .